# ガストン・レボル
ガストン・レボル（Gastón Revol、1986年11月26日 - ）は、アルゼンチンのラグビー選手。

## プロフィール
- アルゼンチン出身。
- ポジションはスクラムハーフ(SH)、スタンドオフ(SO)。
- 身長 170cm、体重 76kg

## 略歴
2016年、リオ五輪の7人制アルゼンチン代表に選ばれた。
そして2021年、東京五輪の7人制アルゼンチン代表に選ばれて銅メダル獲得。
2024年、パリ五輪の7人制アルゼンチン代表に選ばれた。